# ジュリエット・ベルト
ジュリエット・ベルト（Juliet Berto、1947年1月16日 - 1990年1月10日）は、フランスの女優、演劇の演出家、映画監督。

## 人物・来歴
1947年1月16日、フランス・グルノーブルで生まれる。
彼女が初めて登場するのは、1967年、ジャン＝リュック・ゴダール監督の『彼女について私が知っている二、三の事柄』であり、そのスイス人映画作家のおびただしい映画につづけて出演する。（『中国女』、『ウイークエンド』、『たのしい知識』、『ウラジミールとローザ』）彼女はつづいて、ヌーヴェルヴァーグの映画監督の女神となる。つまり、ジャック・リヴェット監督の『アウト・ワン』であり、『セリーヌとジュリーは舟でゆく』である。1980年代には、彼女は脚本の執筆と演出に身を投じる。彼女の映画『雪 Neige』は、1981年の第34回カンヌ国際映画祭若い映画賞を受賞。
1990年1月10日、パリにて癌で死去。満42歳没。

## おもなフィルモグラフィー

### 女優
- 『彼女について私が知っている二、三の事柄』 2 ou 3 choses que je sais d'elle : 監督ジャン＝リュック・ゴダール、1967年 - ロベールに話しかける娘 役
- 『中国女』 La Chinoise : 監督ジャン＝リュック・ゴダール、1967年
- 『ウイークエンド』 Week-end : 監督ジャン＝リュック・ゴダール、1967年
- 『たのしい知識』 Le Gai Savoir : 監督ジャン＝リュック・ゴダール、1969年
- Je, tu, elles... : 監督ペーター・フォルデス、1969年
- 『ウラジミールとローザ』 Vladimir et Rosa : 監督ジャン＝リュック・ゴダール、1970年
- 『アウト・ワン』 Out 1 : 監督ジャック・リヴェット、1971年
- 『セリーヌとジュリーは舟でゆく』 Céline et Julie vont en bateau : 監督ジャック・リヴェット、1974年
- 『パリの灯は遠く』 Monsieur Klein : 監督ジョゼフ・ロージー、1976年
- La Vie de famille : 監督ウィリアム・ビックレー、1985年

### 監督
- 雪 Neige　1981年 - 第34回カンヌ国際映画祭若い映画賞